# Guy Nzouba-Ndama
Guy Nzouba-Ndama, né le 17 juillet 1946 à Koulamoutou dans le département de Lolo-Bouenguidi,[source insuffisante], est un homme politique gabonais, membre de Les Démocrates et président de l'Assemblée nationale de janvier 1997 à mars 2016.

## Biographie
Nzouba-Ndama commence l'enseignement de la philosophie en septembre 1975 et est nommé directeur de l'orientation à la direction générale des bourses et stages en novembre suivant, tout en continuant à enseigner. En 1980, il devient directeur général des bourses et stages et reste à ce poste jusqu'en 1983.
D'abord nommé au gouvernement comme ministre délégué auprès du ministre d'État au Commerce et à l'Industrie en mars 1983, il est ensuite promu, le 18 novembre 1987, au poste de ministre de l'Éducation nationale où il demeure jusqu'en 1990. Il est ensuite conseiller politique du président Omar Bongo de février à novembre 1990.
Aux élections parlementaires de 1990, il est élu à l'Assemblée nationale comme député de Koulamoutou, puis il exerce la fonction de président du groupe parlementaire du PDG de 1990 à 1996. Réélu comme parlementaire en décembre 1996, Guy Nzouba-Ndama est élu au poste de président de l'Assemblée nationale le 27 janvier 1997[source insuffisante].
Après les élections législatives de décembre 2001, il est reconduit à la présidence de l'Assemblée nationale le 25 janvier 2002 par 111 voix. De nouveau réélu député en décembre 2006, il entame un troisième mandat en tant que président de l'Assemblée le 24 janvier 2007, recevant 111 voix sur 120 députés.
Membre du comité exécutif de l'Union interparlementaire de 1999 à 2003, Guy Nzouba-Ndama est aussi président de l'Assemblée parlementaire de la Francophonie de 2007 à 2009.
Au sein du PDG, il est choisi par le président Omar Bongo pour assurer la présidence du comité préparatoire et diriger les travaux du neuvième congrès de ce parti, qui se tient du 19 au 21 septembre 2007. Il est aussi vice-président du PDG.
Le 31 mars 2016, en séance plénière, il annonce sa démission de la Présidence de l'Assemblée nationale, 19 ans après y avoir été élu, la première fois, le 27 janvier 1997 ; à la suite, neuf autres députés démissionnent à leur tour.
Le 5 avril 2016, il annonce sa candidature à l'élection présidentielle d'août 2016. Par la suite, il se ralliera au candidat Jean Ping au sein d'une alliance de l'opposition gabonaise.
Il est placé en garde à vue en septembre 2022.
Le 25 octobre 2022, Guy Nzouba-Ndama est renvoyé devant la Cour criminelle spéciale avec une nouvelle accusation contre lui.

## Publications
- Guy Nzouba-Ndama, Une éthique du pouvoir : l'art politique d'Omar Bongo Ondimba, Libreville (Gabon), Éditions Raponda-Walker, 2008, 112 p. (ISBN 9782912776730)